# Martenica

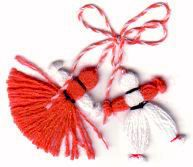
Hagyományos martenica

A martenica (bolgárul мартеница, többes száma мартеници martenici) egy fehér és vörös fonalakból készített díszítés, amit március 1-jétől nagyjából március végéig hordanak, (vagy addig, míg az illető meg nem lát egy gólyát, fecskét vagy egy rügyező fát. Az ünnepneve Baba Marta. "Baba" (баба) egy bolgár szó a "nagymamára", a Mart (март) pedig március hónap bolgár neve. Baba Marta a közelgő tavasz köszöntésére való ünnep. A bolgár folklór szerint a március kezdete jelzi a tavaszi idő beköszöntét. Így március első napját általában a tél elűzésével fűzik össze.
Március 1-jén a románoknak is van hasonló, de nem ugyanilyen ünnepük, melyet ők "mărţişornak" neveznek. Még mindig etnológusok vitáznak azon, hogy a két ünnep között van-e, és ha igen, akkor milyen kapcsolat.

## Jelkép
A fehér és vörös fonalakból készített szőttesek nem jelentés nélküli dekorációk, hanem a jó egészség iránti vágyat szimbolizálják. Ők Bulgáriában a tavasz eljöttének előhírnökei, s általában az élet jelképei. Míg a fehér szín a tisztaság és a szellem jelképe, addig a vörös az életet és a szórakozást jeleníti meg. Több etnológus szerint mindez azt jelenti, hogy az ünnep kialakulásakor ez az embereket az élet örök körforgására, a születésre és a halálra, a jó és a rossz, a szomorúság és a boldogság egyensúlyára emlékeztette. Amulettként tavasz elején adják egymásnak, mikor a természet újjászületik, a rügyezés elkezdődik, s nem csupán a múltra való emlékezést jelképezte, hanem az erő, a boldogság és az egészség iránti vágyat is.

## Hagyomány
Március első, s azt követő néhány napon a bolgárok vörös és fehér bojtot vagy kicsi, Pizso és Penda  (bolgárul: "Пижо и Пенда" nevű bábukat viselnek. A bolgár folklórban Baba Marta (bolgárul баба Марта, jelentése Március Nagyi) egy zsémbes idős hölgyhöz kapcsolódik, kinek hangulata nagyon gyorsan meg tud változni.
Ez egy régi, pogány hagyomány, mely majdnem változatlanul fennmaradt napjainkig. Az általános közhiedelem szerint a martenica piros és fehér színeinek viselésével az emberek Baba Marta jóindulatáért könyörögnek. Reményeik szerint így gyorsabban véget ér a tél, és gyorsabban elhozza a tavaszt. Számos ember egyszerre több martenicát is visel. Rokonoktól közeli barátoktól és kollégáktól kapják ezeket. A martenicát általában a ruhára tűzve, a gallér közelében, vagy a kar köré kötve hordják. A hagyomány szerint a martenicát addig kell viselni, míg az ember egy gólyát vagy rügyező fát nem lát. A gólyát a tavasz előhírnökének és annak a bizonyítékának tekintik, hogy Baba Martának jó kedve van, és vissza akar térni.

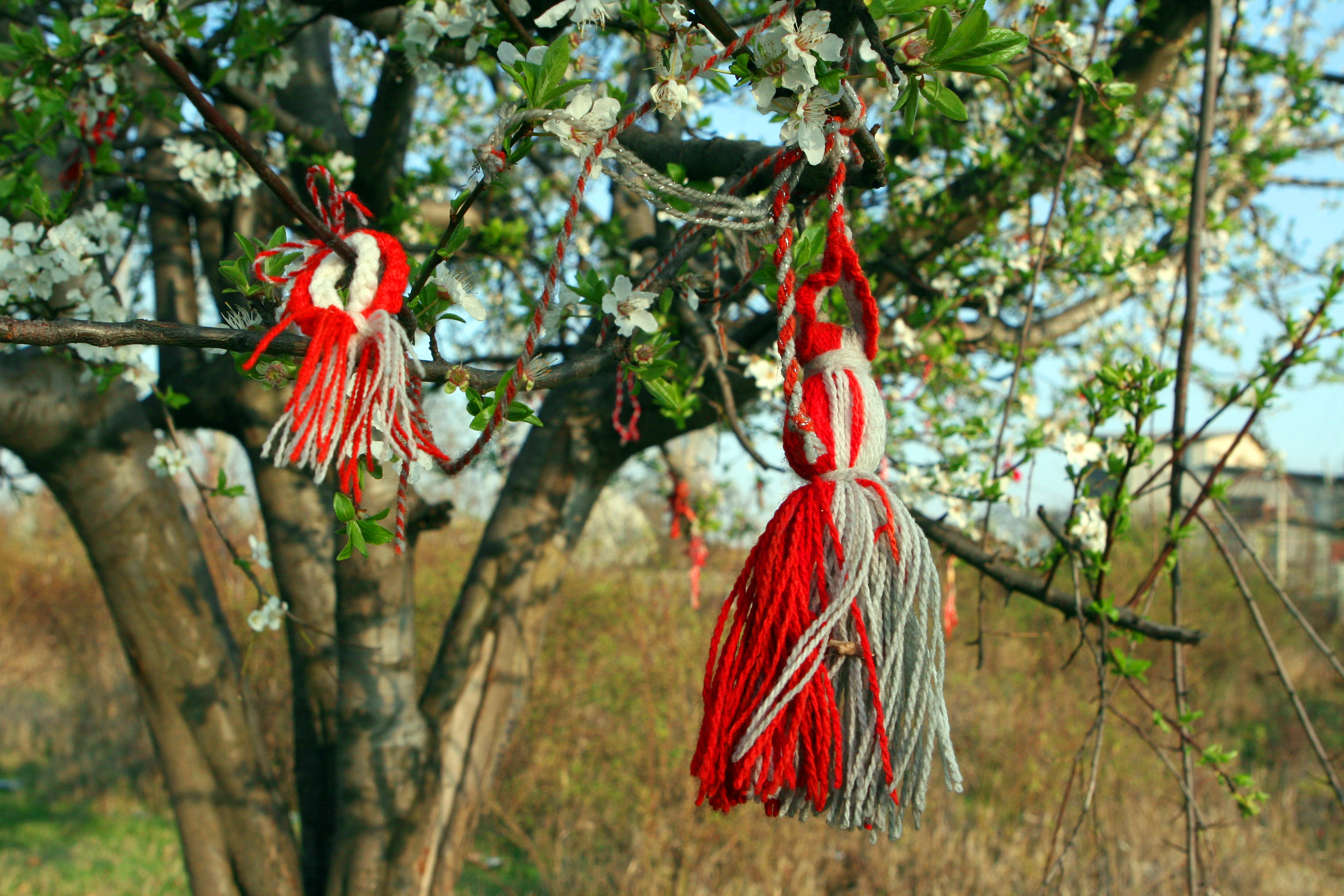
Martenica egy virágba boruló fán, a közeledő tavaszjele.

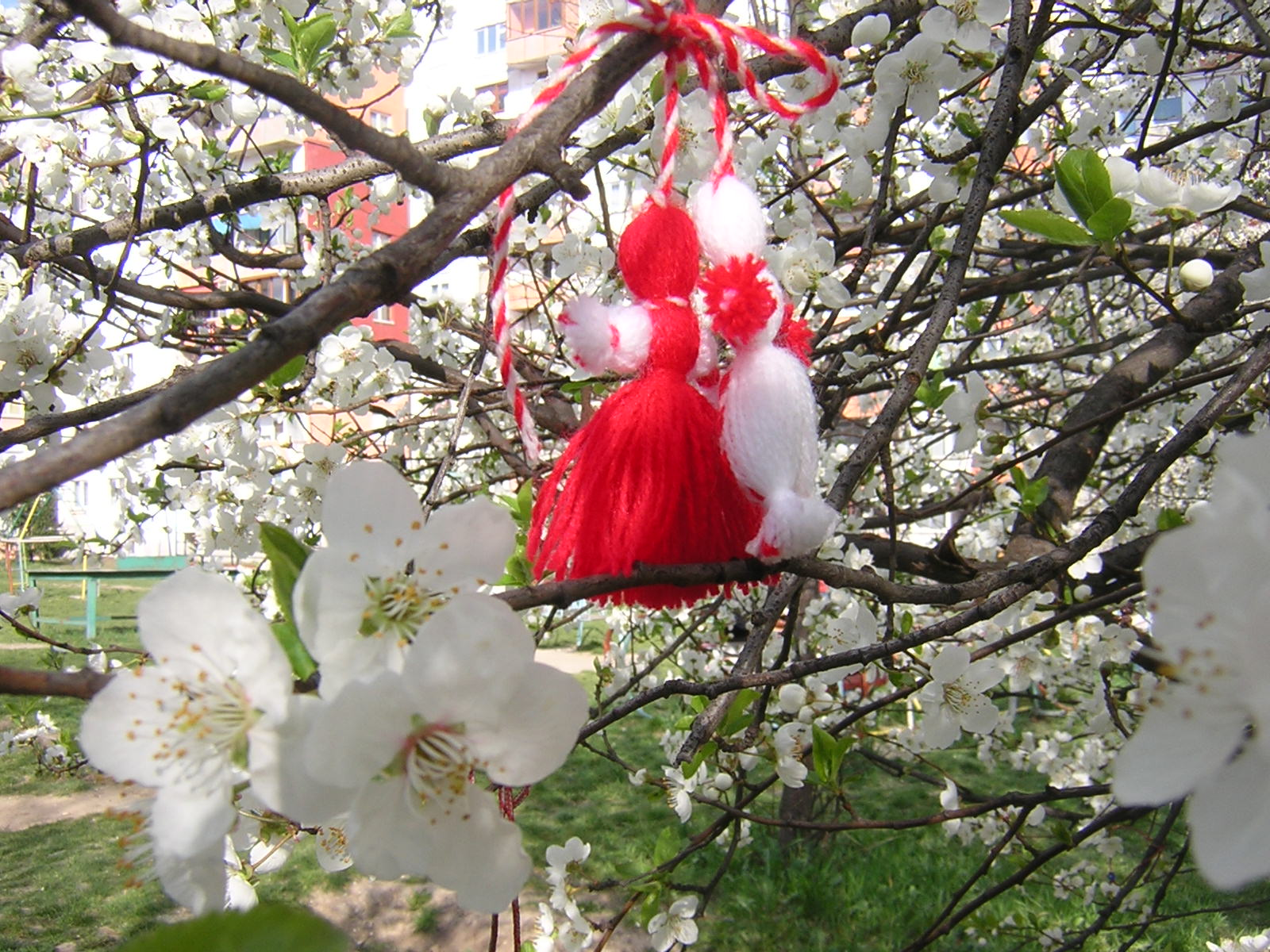
Egy másik kitűzött martenica

Bulgária különböző tájain más-más szokások kapcsolódhatnak ahhoz, miképp veszik le a martenicát. Néhány ember egy csoportban a gyümölcsfán gyűjti ezeket össze. Ide azokat a darabokat teszik, melyet az illető szívesen hordott, hogy a fa abban az évben egészséges és szerencsés legyen. Mások egy kő alá teszik, s arra gondolnak, hogy másnap az az élőlény (általában rovar) mutatja meg az embernek az év nagy részében érvényes egészségi állapotát, mely a legközelebb lesz az elrejtett tárgyhoz. Ha az élőlény egy lárva vagy hernyó, akkor az év egészségben, sikerekben gazdagon fog eltelni. Ugyanezt a szerencsét társítják a hangyákhoz is. Itt annyi az eltérés, hogy az illetőnek keményen meg kell dolgoznia a sikerért. Ha az elrejtett tárgy közelében pókot talál, az illető bajba kerül, s az évet nem fogja élvezni, nem lesz sem egészséges, sem szerencsés.
A martenica a Természet Anya stilizált szimbóluma is. Ebben a kora tavaszi, késő téli időben a természet tele van reménnyel és elvárással. A fehér a hó ártatlanságát, a vörös a naplementét jelképezi, mely a tavasz előre haladtával egyre fényesebb és fényesebb lesz. A két természeti erőforrás egybe az élet forrása is. Hozzájuk kapcsolódik a férfi és a nő létrejötte is.
Egy vagy több martenica viselése népszerű bolgár hagyomány. A martenica az új életet, a fogamzást, a termékenységet és a tavaszt jelképezi. Amíg ezt viselik, addig az emlékezetes szünetet jelent, s az egészséget valamint a hosszú életet ünneplik. A martenica színeit úgy magyarázzák, hogy ezek a tisztaság, az élet jelképei, s azt jelzik, hogy harmóniában kell élni a természettel és a többi emberrel.

## Legenda
Ez csak egyike – s talán nem is a legismertebbike – azon számos legendának, mely megpróbálja megmagyarázni, miképp kezdődött a martenica készítésének és viselésének a hagyománya.
Kuvrat kán (632–665) öt fia, lánytestvérük, Huba társaságában vadászni indult. Mikor a Dunához érkeztek egy ezüstszarvast pillantottak meg. Megigézte a férfiakat, akik nem lőtték le.  A szarvas átkelt a folyó túloldalára, s így mutatott nekik egy gázlót.
Egy madár szállt arra, aki rossz híreket hozott. Apjuk, Nagy-Bulgária megalapítója halálán volt. Utolsó óráiban az volt Kuvrat utolsó akarata, hogy elmondja utódainak – Batbajánnak, Kotragnak, Aszparuhnak, Kubernek és Alceknek, – hogy tartsák fenn a bolgár törzsek közti kapcsolatokat.
Röviddel apjuk halála után a kazárok megszállták területüket. A kazárok Asina kánja elfoglalta a fővárost, Fanagoliát. Hubát, Kuvrat lányát Ashina fogságba ejtette. Huba megpróbált öngyilkosságot elkövetni, hogy ezzel bátyjainak esélyt adjon a szabadságra, de az őrök lefogták.
Bátyjai többféleképpen tettek esküt. Batbaján húgával maradt, s elismerte a kazárok uralmát. Kotrag északi irányba, a Volgához ment, míg Aszparuh, Kuber és Alcek déli irányban próbált meg elnyomás nélküli területet keresni.
Az eltávozó testvérek titokban megfogadták Hubának és Batbajánnak, hogy egy galambhoz fűzött aranyzsinórral jelzik, ha szabadon álló földet találnak. Egyik nap Aszparuh egy sólymot küldött Hubáékhoz, s Huba Batbajánnal gyorsan a menekülés terveit kezdték el elkészíteni. Épphogy elkezdtek a Dunán való átkelésre alkalmas helyet keresni, kazár üldözőik meglátták őket, s elkezdtek feléjük futni. Mikor megpróbáltak gázlót találni, Huba szabadon eresztette a sólymot. Fehér fonalat kötött a lábára, s odaadta testvérének. Mikor a madár már épp fel akart szállni, az ellenség megsebesítette Batbajánt, s így foltot ejtett a fehér zsinórra.
Míg Huba és Batbaján megpróbálta elérni az Aszparuh által megtalált új területet (a mai Bulgáriát), mindketten halálosan megsebesültek. Aszparuh halott testvéreihez sietett, de már nem tudta őket megmenteni. Haláluk után Aszparuh szétszakította a fehér és vértől vörös zsinórokat, és ezekkel katonáit díszítette fel.

## Alternatív elmélet
Egy alternatív elmélet szerint a martenica hiedelmeket és vallásokat kapcsol össze. A fa az élet trák és szláv szimbóluma, a fehér szál pedig egy zoroasztrista jelkép. A mai tudás szerint Zarathustra (görögül Ζωροάστρης, Zōroastrēs) (avesztaiul Zaraθuštra, perzsául: زرتشت Zartošt; pastu nyelven: غرغښت kurdul Zerduşt) Balcsban (a mai Balkhban), Baktria tartomány központjában született, mely néhány bolgár történész szerint a bolgár-törökök őshazája lehetett. A kusti vagy kosti itt használatos szentnek tekintett, fehér színű gyapjú- vagy selyemfonálból készült fűző, melyet a zoroastristák a derekuk közé tekertek. A Kuvrat kán gyermekeiről szóló történet csak egy új jelentést vitt bele a trákok és a szlávok egyesülésébe.

## Használata

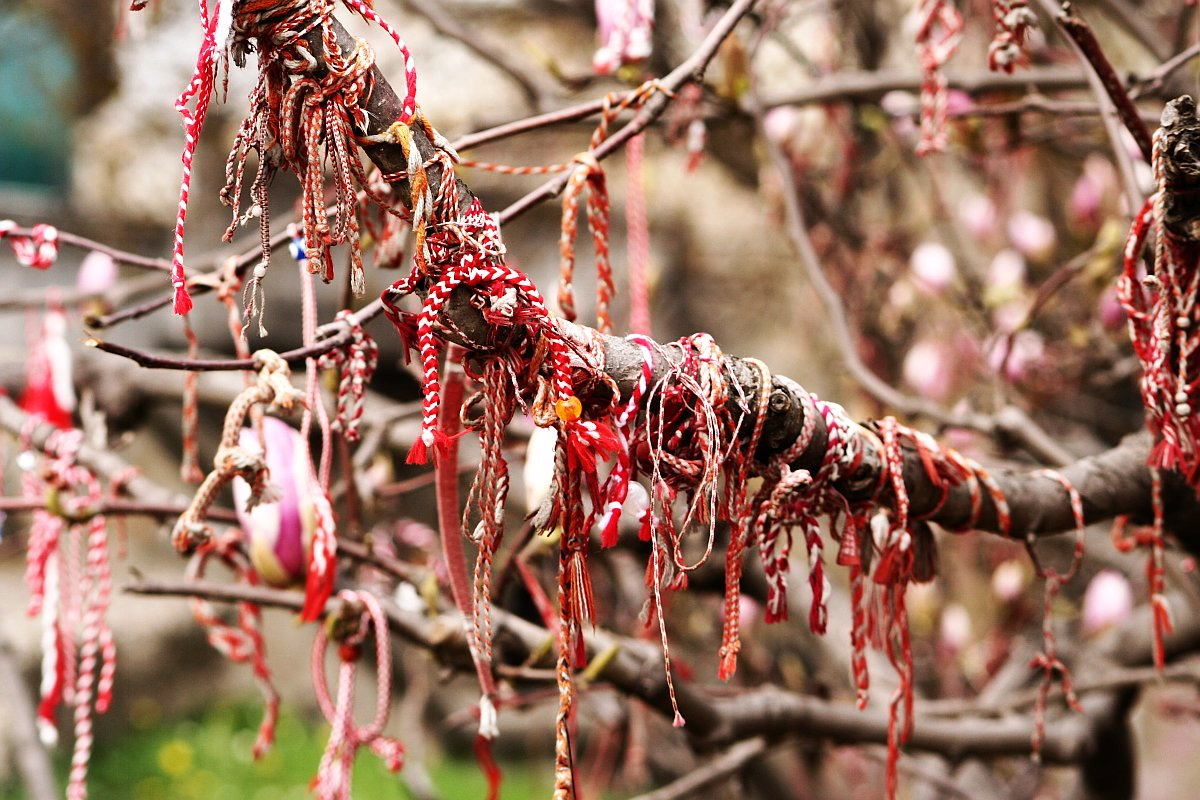
Virágzó magnólia tele martenicákkal.

A martenicát mindig ajándékként adják, soha nem vesznek/készítenek martenicát saját maguknak. Általában az emberek a szeretteiknek, a barátaiknak és azoknak adnak ilyet ajándékba, akiket közelinek éreznek. Ruhára tűzve, a nyak vagy a kar köré tekerve szokták hordani. Miután meglátták a tavasz első jeleit, a martenicákat általában a fákra szokták felaggatni, az ehető gyümölcsöket termőket előnyben részesítve.

## Lásd még
- Baba Marta

## Fordítás
- Ez a szócikk részben vagy egészben  a   Martenitsa című angol Wikipédia-szócikk ezen változatának fordításán alapul.  Az eredeti cikk szerkesztőit annak laptörténete sorolja fel. Ez a jelzés csupán a megfogalmazás eredetét és a szerzői jogokat jelzi, nem szolgál a cikkben szereplő információk forrásmegjelöléseként.